# Minoa Pediada
Minoa Pediada (em grego: Μινώα Πεδιάδα; tradução: "planície minoica") é um município do centro da ilha de Creta, Grécia, na unidade regional de Heraclião. O município tem 394,2 km² de área e em 2011 tinha 17 563 habitantes (densidade: 44,6 hab./km²).
O município foi criado pela reforma administrativa de 2011, que reuniu os antigos municípios de Arcalochóri, Castéli e Trapsanó, os quais passaram a ser unidades municipais do novo município. A capital do município, a vila de Evangelismos, situa-se entre Trapsanó e Castéli, 3 km a leste da primeira e 4 km a sudoeste da segunda, 34 km a sudeste de Heraclião e 20 km a sul de Chersonissos (distâncias por estrada).